# Michigan's Adventure
Michigan's Adventure est un parc d'attractions situé dans le comté de Muskegon, dans le Michigan, entre Muskegon et Whitehall. Le parc appartient au groupe Cedar Fair Entertainment depuis 2001.

## Histoire
Le parc a été fondé en 1956 sous le nom Deer Park et n'était alors qu'un petit zoo. En 1968, Roger Jourden racheta le parc et lui ajouta ses premières attractions. Il fut alors renommé Deer Park Funland.
En 1988, Jourden fait ajouter le Wolverine Wildcat, un parcours de montagnes russes en bois. C'est à cette époque qu'il renomme encore une fois le parc pour lui donner son nom actuel ; Michigan's Adventure. En 1991, WildWater Adventure, le parc aquatique ouvre à son tour ses portes. Les parcs furent rachetés en 2001 par le groupe Cedar Fair Entertainment.

## Le parc d'attractions

### Les montagnes russes
| Nom de l'attraction | Type                       | Constructeur                  | Année d'ouverture |
| ------------------- | -------------------------- | ----------------------------- | ----------------- |
| Corkscrew           | Montagnes russes assises   | Arrow                         | 1979              |
| Mad Mouse           | Wild Mouse                 | Arrow                         | 1999              |
| Shivering Timbers   | Montagnes russes en bois   | Custom Coasters International | 1998              |
| Thunderhawk         | Montagnes russes inversées | Vekoma                        | 2008              |
| Wolverine Wildcat   | Montagnes russes en bois   | Dinn Corporation              | 1988              |
| Woodstock Express   | Montagnes russes assises   | Chance Rides                  | 1999              |
| Zach's Zoomer       | Montagnes russes en bois   | Custom Coasters International | 1994              |

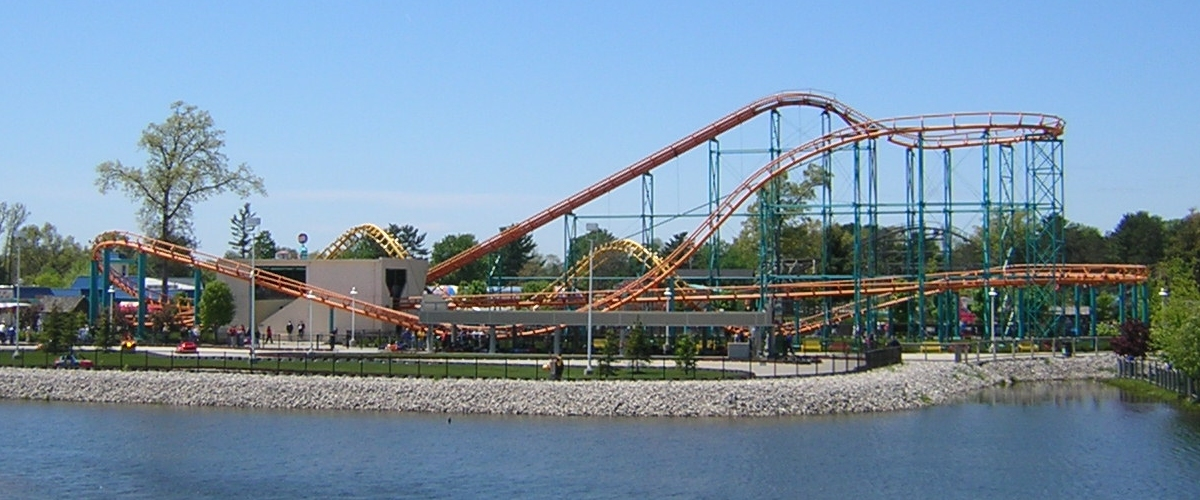
Corkscrew
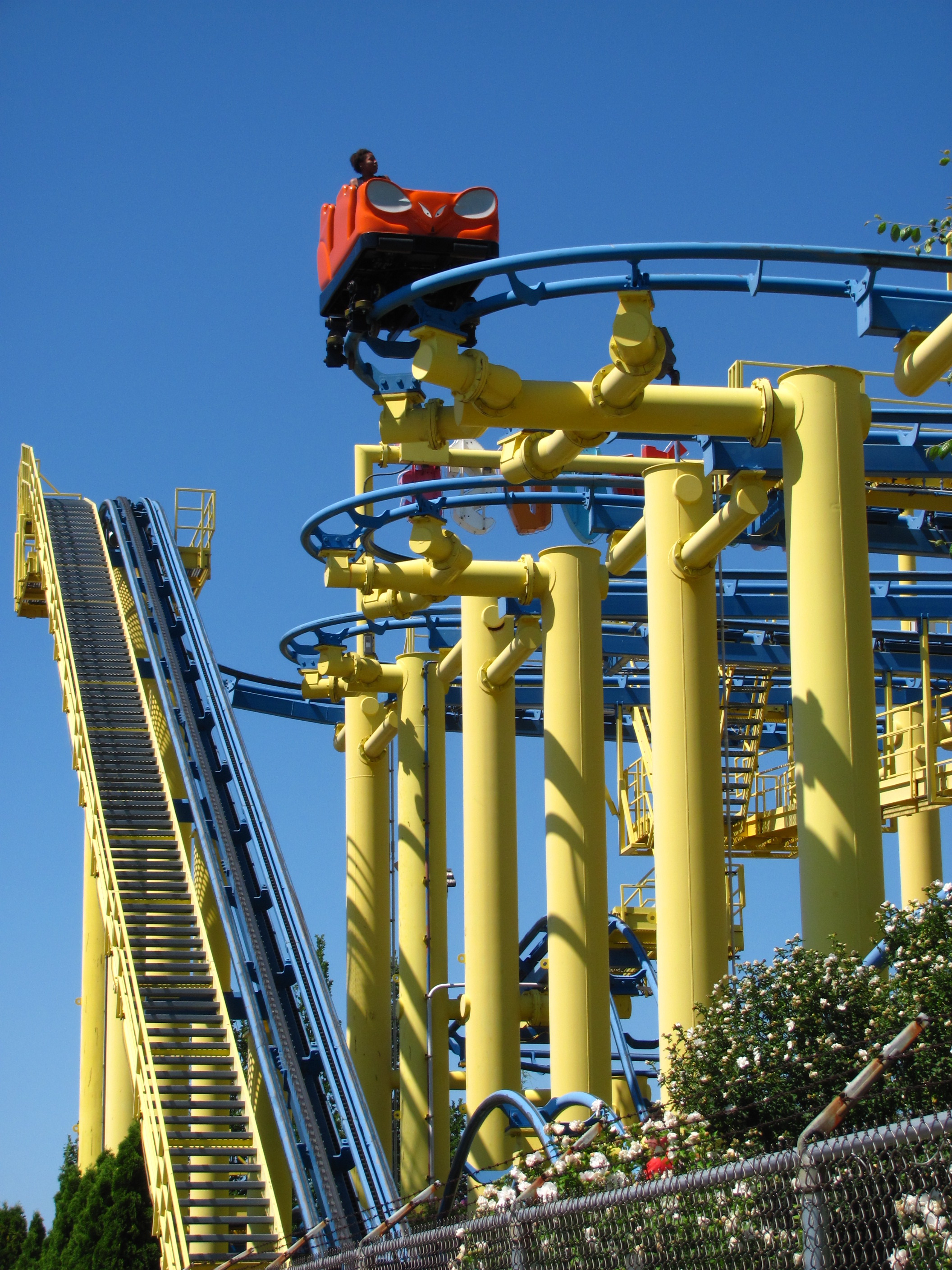
Mad Mouse
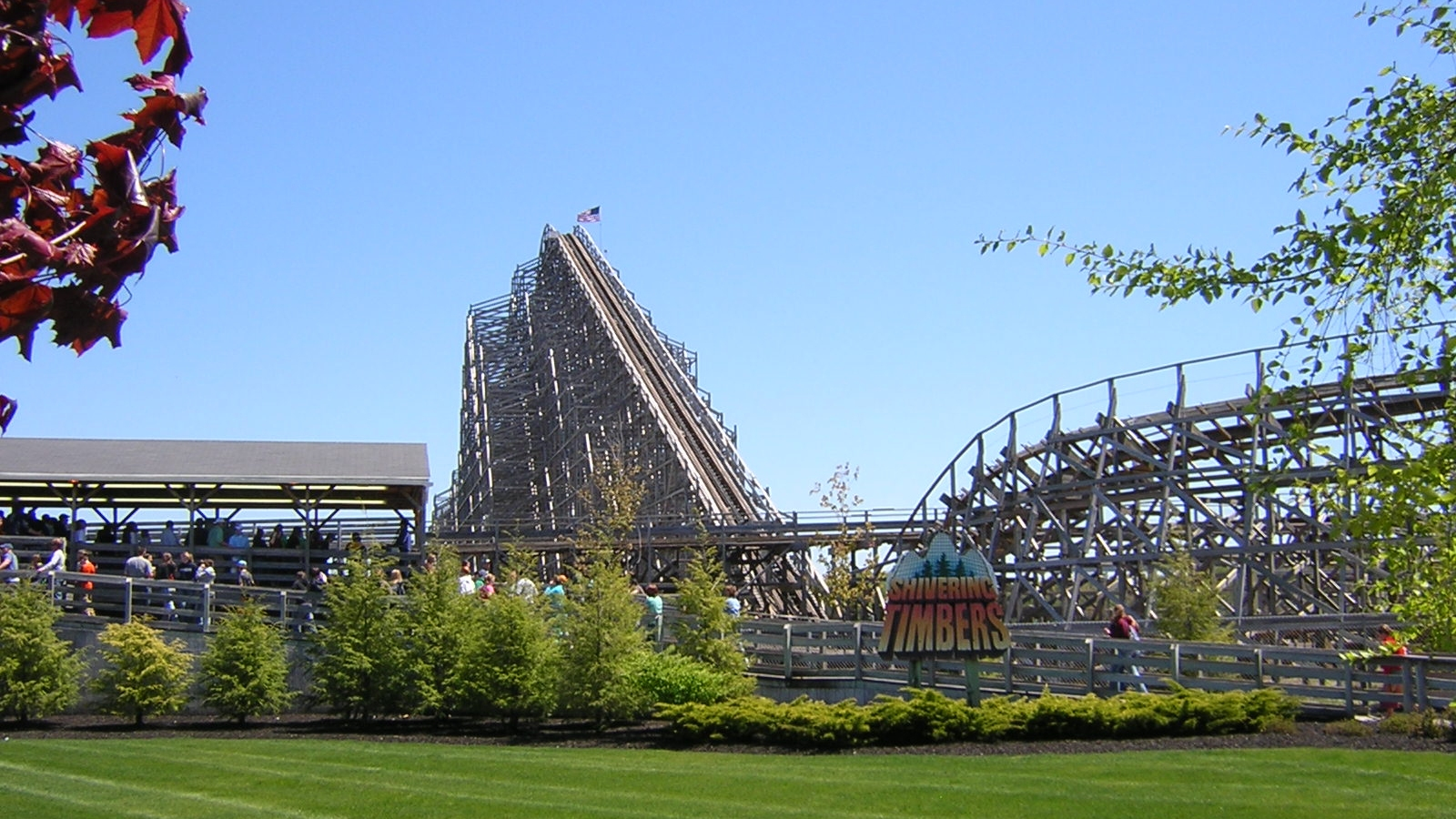
Shivering Timbers
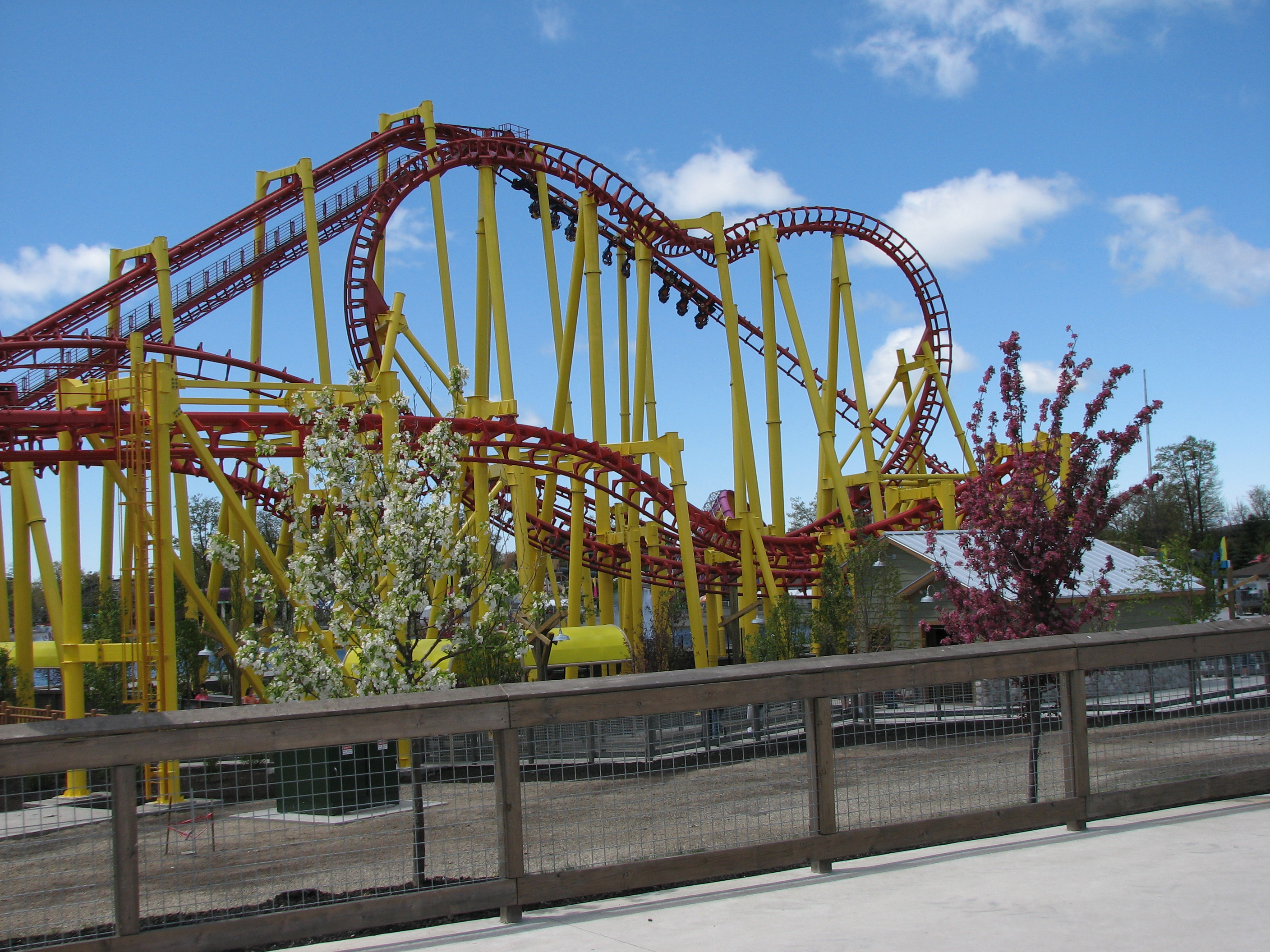
Thunderhawk
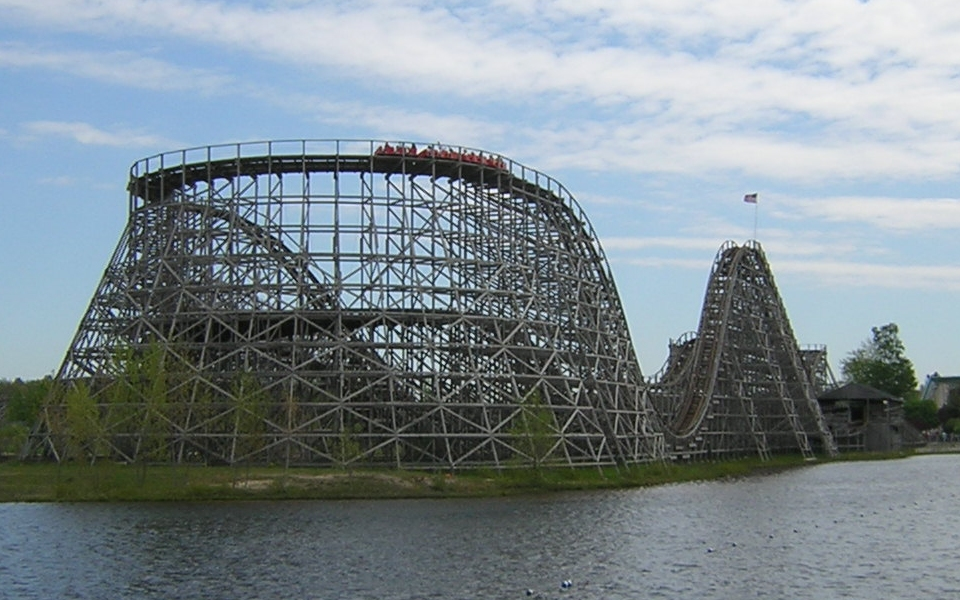
Wolverine Wildcat
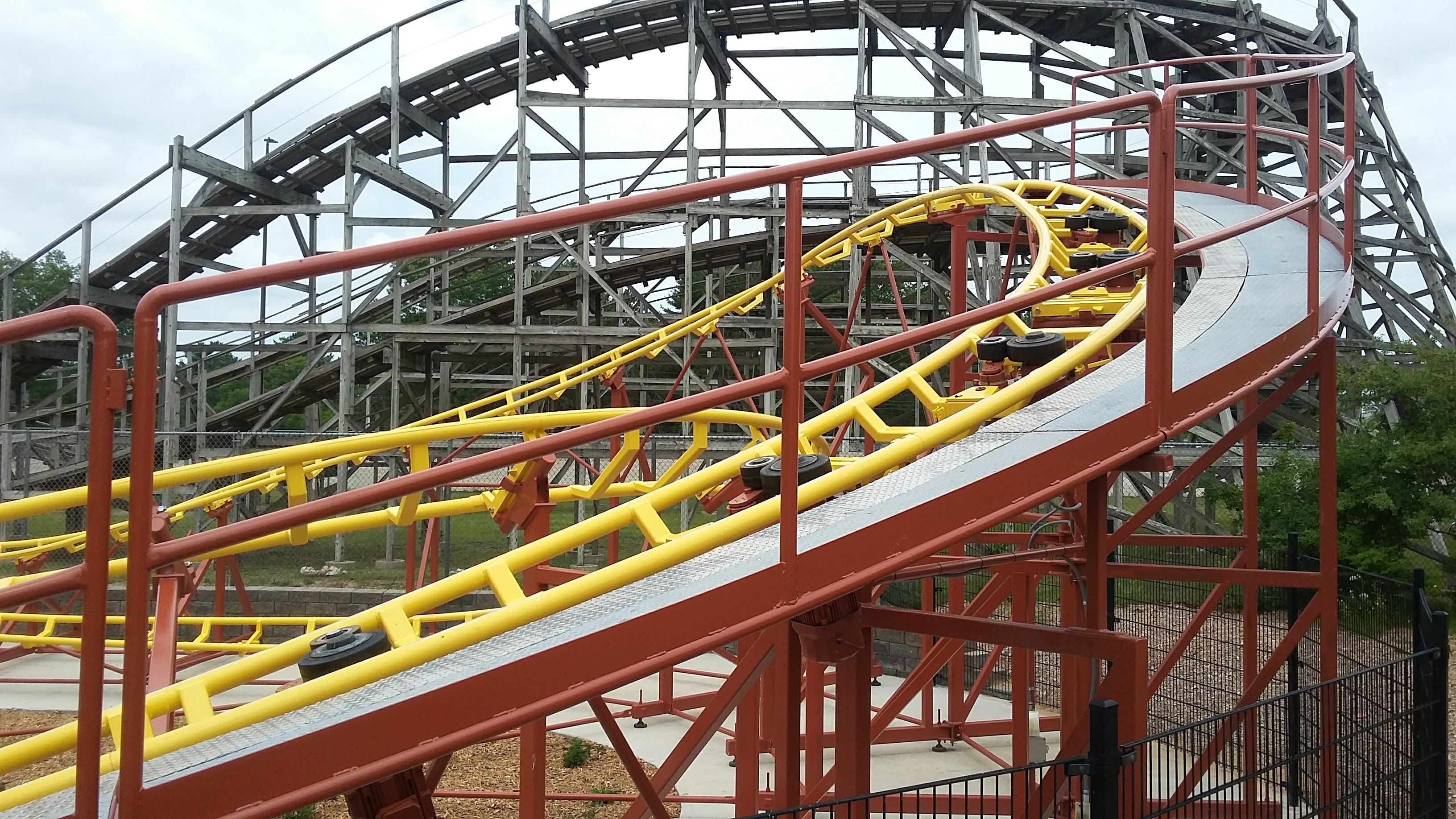
Woodstock Express
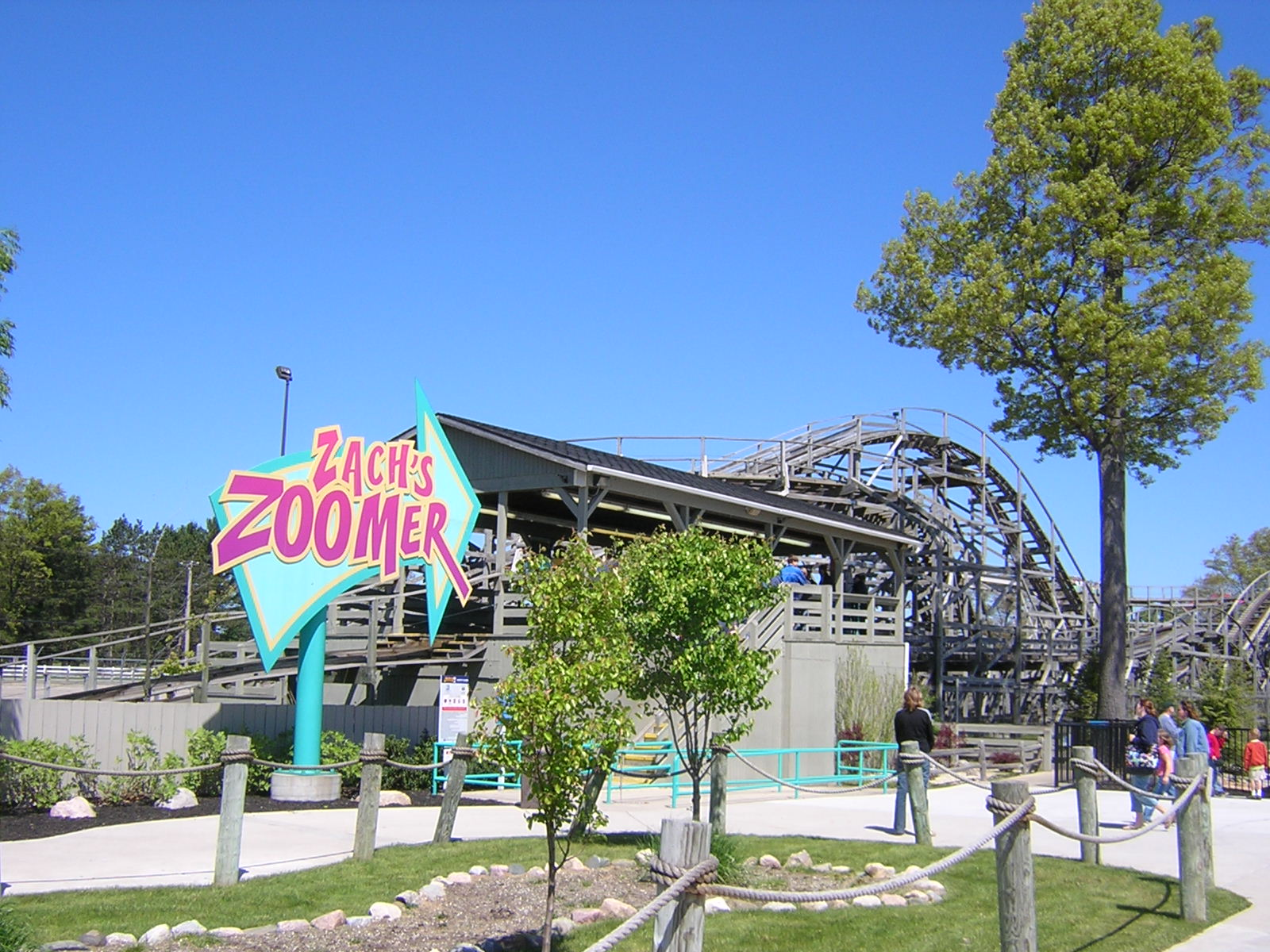
Zach's Zoomer

### Autres attractions
- Adventure Falls - Shoot the Chute
- Airplanes - Manège d'avions
- Be-Bop Blvd
- Boogie Beach
- Carousel - Carrousel
- Commotion Ocean
- Dodgem - Autos tamponneuses
- Drummer Boy
- Elephants
- Falling Star
- Flying Trapeze - Chaises volantes
- Frog Hopper - Tour de chute junior
- Giant Gondola Wheel - Grande roue
- Go-Karts - Course de Karting
- Grand Rapids - Rivière rapide en bouées
- Half-Pint Paradise
- Jr Go-Karts - Course de Karting
- Kiddie Cars
- Logger's Run - Bûches
- Mine Shaft
- Mini Enterprise
- Motorcycles
- Ripcord - Skycoaster
- Scrambler - Twist
- Sea Dragon - Bateau à bascule
- Speed Splashers
- Swan Boats - Bateaux en forme de cygnes
- Thunderbolt
- Tilt-A-Whirl - Tilt-A-Whirl
- Timbertown Railway - Train
- Trabant
- Winky the Whale